# Arthur Onslow
Pour les articles homonymes, voir Onslow.
Arthur Onslow, né le 3 septembre 1691 et mort le 17 février 1768, est un homme d'État du Royaume de Grande-Bretagne. Président (Speaker) de la Chambre des communes durant plus de trente ans, il est connu pour son intégrité, et parvient à établir l'indépendance de cette fonction vis-à-vis du pouvoir exécutif, renforçant ainsi le rôle du Parlement. Il « établit bon nombre des pratiques associées au Speaker aujourd'hui ». Il est par ailleurs décrit comme « le premier Speaker de carrière » en raison de sa longévité et de son dévouement à cette fonction,.

## Jeunesse et éducation
Il est le fils du député Foot Onslow. Après une scolarisation à la Royal Grammar School de Guildford puis au Winchester College, il étudie le droit au Middle Temple à Londres et est appelé au barreau en 1713. De 1714 à 1715, son oncle Sir Richard Onslow est chancelier de l'Échiquier du nouveau roi George Ier, et emploie Arthur comme secrétaire privé. Ce dernier retourne ensuite à son emploi de barrister, mais n'y rencontre pas grand succès. En 1720, il épouse Anne Bridges.

## Carrière politique
Candidat pour le Parti whig, il est élu député de Guildford à la Chambre des communes lors d'une élection partielle en février 1720, et « y impose rapidement sa marque ». Il fait preuve d'une indépendance d'esprit, et affirme être loyal aux principes du whiggisme plutôt qu'à toute structure de parti. Les députés l'élisent président de la Chambre en janvier 1728, et l'y réélisent en 1735, 1741, 1747 et 1754. Le Premier ministre Robert Walpole, ayant soutenu son accession à ce poste, s'attend qu'Arthur Onslow soit favorable à son gouvernement. Onslow s'attache toutefois à exercer la présidence de la Chambre avec impartialité, s'attirant le respect des députés d'opposition la défaveur de Walpole.
Lorsqu'il quitte le Parlement en 1761, son fils George lui succède comme député du Surrey.